# Björneberg

Björneberg är en herrgård i Järstorps socken, Jönköpings kommun, fyra kilometer nordväst om Jönköping.
Björneberg tillhörde på 1600-talet och fram till 1791 ätten Soop. Carl Soop avled 1768 och efterträddes av änkan Beata von Knorring. 1791 sålde hon gården till överjägarmästare Gustaf Henrik Silverhielm. 1818 var det dags för gården att få en ny ägare då den köptes av Gustaf Adolf Höckert från Jönköping. I hans familj fanns gården kvar till 1849.